# Graphe icosaédrique
Le graphe icosaédrique est, en théorie des graphes, un graphe 5-régulier possédant 12 sommets et 30 arêtes.

## Propriétés

### Propriétés générales
Il existe cinq graphes correspondant aux squelettes des cinq solides de Platon. Le graphe icosaédrique est l'un d'eux. Les quatre autres sont le graphe tétraédrique, le graphe hexaédrique, le graphe octaédrique et le graphe dodécaédrique.
Le diamètre du graphe icosaédrique, l'excentricité maximale de ses sommets, est 3, son rayon, l'excentricité minimale de ses sommets, est 3 et sa maille, la longueur de son plus court cycle, est 3. Il s'agit d'un graphe 5-sommet-connexe et d'un graphe 5-arête-connexe, c'est-à-dire qu'il est connexe et que pour le rendre déconnecté il faut le priver au minimum de 5 sommets ou de 5 arêtes.

### Coloration
Le nombre chromatique du graphe icosaédrique est 4. C'est-à-dire qu'il est possible de le colorer avec 4 couleurs de telle façon que deux sommets reliés par une arête soient toujours de couleurs différentes. Ce nombre est minimal.
L'indice chromatique du graphe icosaédrique est 5. Il existe donc une 5-coloration des arêtes du graphe telle que deux arêtes incidentes à un même sommet soient toujours de couleurs différentes. Ce nombre est minimal.
Il est possible de compter les colorations distinctes d'un graphe en fonction du nombre de couleurs autorisé. Cela donne une fonction polynomiale et le polynôme qui lui est associé est qualifié de polynôme chromatique. Ce polynôme admet pour racines tous les entiers positifs ou nuls strictement inférieurs à 4 et est de degrés 12. Il est égal à : {\displaystyle (x-3)(x-2)(x-1)x(x^{8}-24x^{7}+260x^{6}-1670x^{5}+6999x^{4}-19698x^{3}+36408x^{2}-40240x+20170)}.

### Propriétés algébriques
Le groupe d'automorphismes du graphe icosaédrique est un groupe d'ordre 120.
Le polynôme caractéristique  de la matrice d'adjacence  du graphe icosaédrique est : {\displaystyle (x-5)(x+1)^{5}(x^{2}-5)^{3}}.  Le graphe icosaédrique est donc un graphe intégral, un graphe dont le spectre est constitué d'entiers.